# Ciencia 2.0
La Ciencia 2.0 es una aproximación novedosa a la ciencia basada en la compartición de información y colaboración a través de tecnologías de red. Es similar a la investigación abierta y los movimientos de ciencia abierta, inspirándose en tecnologías como la Web 2.0. La Ciencia 2.0 destaca los beneficios de una mayor colaboración entre científicos. Se nutre de herramientas colaborativas como wikis, blogs y vídeo blogs, etc. para compartir hallazgos, datos en bruto y teorías emergentes en línea. La Ciencia 2.0 se beneficia de la apertura y transparencia con respecto a producciones científicas, ideas de investigación y soluciones parciales.
En general la Ciencia 2.0 va ganando tracción en la medida en que sitios web especializados comienzan a proliferar aunque, al mismo tiempo, existe una fuerte resistencia dentro de la comunidad científica acerca de qué exactamente el término significa. Varios puntos de vista indican que hay un "cambio radical" en el statu quo de la publicación científica, y el cambio sustancial con respecto a cómo los científicos comparten sus datos de investigación. Existe un considerable debate en la comunidad científica acerca de si los científicos deberían adoptar el modelo y exactamente cómo la Ciencia 2.0 debería funcionar. Varios informes aseguran que los científicos son lentos para acoger métodos de colaboración y son algo "inhibidos en la adopción de herramientas en línea".

## Definiciones
El término tiene varios significados y continúa evolucionando en el argot científico. No solo describe lo que está ocurriendo actualmente en la ciencia, sino una dirección en la que sus defensores consideran que la ciencia debe avanzar, así como un creciente número de sitios web que promueven la libre colaboración científica.

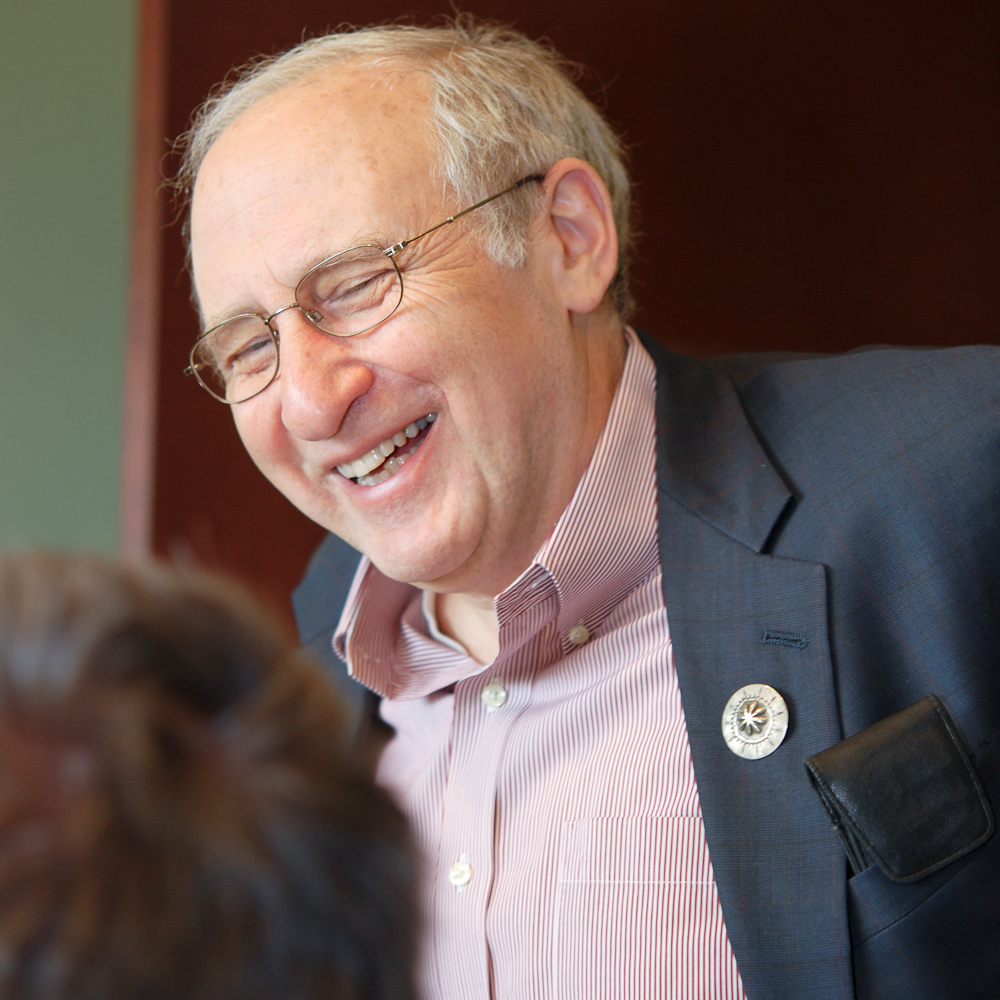
Ben Shneiderman.

El término Ciencia 2.0 sugiere un contraste entre las formas tradicionales de hacer ciencia, a menudo denotado Ciencia 1.0,  y sugiere que las nuevas formas de la ciencia van a trabajar con tecnologías de la Web 2.0.
Mientras que el término describe los sitios web para compartir conocimiento científico, también incluye esfuerzos de los editores científicos por adoptar nuevas herramientas digitales, tales como ofrecer áreas para discusiones junto a los artículos publicados en línea. A veces denota el acceso abierto, el cual significa que no se restringe a que cualquiera pueda leer y utilizar las producciones científicas, a condición de que se mantenga la atribución de su autor. La mayoría de la literatura científica está detrás de muros de pago, lo que significa que una persona puede encontrar el título de un artículo en Google pero no puede acceder al texto completo. Las personas con acceso a estos artículos son generalmente adscritos a una universidad, escuela secundaria, biblioteca u otra institución educativa, que pagan por artículo o suscripción.
Algunos sostienen que la Ciencia 2.0 debería incluir un esfuerzo de parte de los científicos para ofrecer documentos en un lenguaje no técnico, como una manera de alcanzar a los no-científicos. Para otros, incluye la creación de vastas bases de datos con materiales e insumos de investigación. En una sentido general, la Ciencia 2.0 indica una dirección general de colaboración científica, aunque no está claro exactamente cómo esto debería llevarse a cabo. 

## Trasfondo histórico
El surgimiento de la Internet ha transformado muchas actividades tales como el comercio minorista y la búsqueda de información. En el periodismo, las tecnologías de Internet, tales como blogs, el etiquetado y las redes sociales han causado que muchas de las actuales fuentes de los medios de comunicación, como los periódicos "adopten nuevas maneras de pensar y de funcionamiento". La idea es que, mientras que el Internet ha transformado muchos aspectos de la vida, no ha cambiado la investigación científica tanto como podría. Mientras empresas como eBay, Amazon y Netflix han cambiado nuestros modos de consumo, la información médica en línea ha permitido una mejor atención de salud, según Ben Shneiderman, una similar transformación está ahora ocurriendo en la ciencia. La visión general es que la ciencia ha sido más lenta que otras áreas para incorporar la tecnología, pero está empezando a acercarse rápidamente.

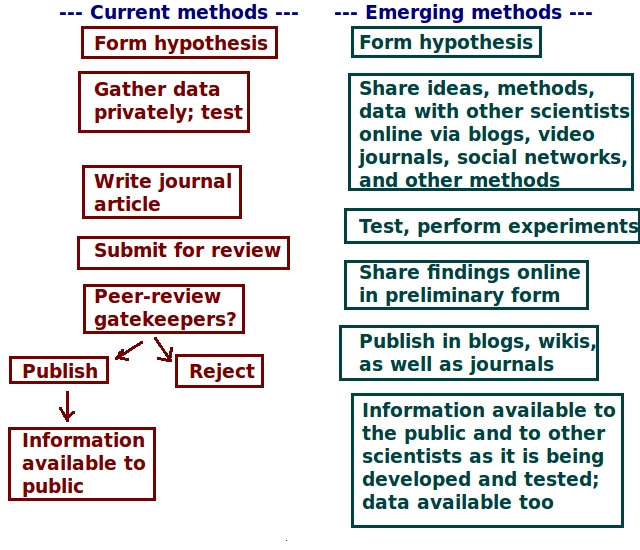

Antes de Internet, la publicación científica ha sido descrita como un "proceso altamente integrado y controlado". La Investigación se realizaba en privado. Luego, se presentaba a las editoriales científicas y revisaba por editores, pares y otros científicos. Por último, era publicada o descartada. Esta fue la vía tradicional de avance científico, a veces apodada Ciencia 1.0.
Las revistas establecidas proveían, de este modo, un "servicio crítico". Publicaciones tales como Science y Nature tienen grandes redacciones para gestionar el proceso de revisión por pares, así como contratar verificadores y correctores para revisar los manuscritos. Estas publicaciones obtienen ingresos de las suscripciones, incluidas aquellas en línea, así como la publicidad y las tasas pagadas por los autores. 
De acuerdo con los defensores de la Ciencia 2.0, sin embargo, este proceso de presentación y revisión era más bien largo. Los detractores se quejan de que el sistema se "aferra al pasado, es caro y elitista", a veces "reduccionista", así como lento y "costosamente prohibitivo". Sólo un selecto grupo de editores —los encargados de las publicaciones tradicionales— limita el flujo de la información. Los defensores de la ciencia abierta afirman que los científicos podrían aprender más rápidamente si hay una "colaboración libre de fricciones a través de Internet."
Sin embargo, existe una fuerte resistencia dentro de la comunidad científica a un cambio de enfoque. El acto de publicar un nuevo hallazgo en una revista reconocida ha sido el "corazón de la carrera de los científicos," y eso explica que muchos científicos no estarían dispuestos a sacrificar la "recompensa emocional" de tener sus descubrimientos publicados de la manera tradicional. Los científicos consagrados serían, entonces, a menudo reacios a cambiar a un modelo de código abierto.
Timo Hannay considera que el modelo tradicional de publicación científica, a veces descripto como "Ciencia 1.0", es viable, pero debe haber otras maneras para que los científicos puedan hacer contribuciones y obtener reconocimiento por su trabajo:

Hay informes que establecen que las revistas científicas se están moviendo hacia una mayor apertura. Algunas ayudan a los lectores a interactuar en línea; otros permiten a los comentaristas a publicar enlaces a sitios web; otros hacen accesibles los trabajos después de un cierto período de tiempo transcurrido. Pero sigue siendo un "objeto de acalorados debates" la pregunta de si el negocio de la investigación científica puede alejarse del modelo de "contenido de alta calidad sin necesidad de pago para el acceso". El tema ha sido discutido en una serie de conferencias en el Instituto de Tecnología de California. Adán Bly considera que los elementos clave necesarios para transformar la Ciencia 2.0 son "visión" e "infraestructura":
La ciencia abierta no es una idea rebelde; se está convirtiendo en realidad. Alrededor del 35 por ciento de los científicos están utilizando cosas como blogs para consumir y producir contenidos. Hay una explosión de herramientas y plataformas en línea disponibles para científicos, que van desde las herramientas Web 2.0, modificadas o creadas para el mundo científico, a los sitios web que están haciendo cosas increíbles con el vídeo, cuadernos de laboratorio, y redes sociales. Hay miles de programas de software científico de libre acceso en línea y decenas de millones de revistas en línea de ciencia, tecnología y artículos de matemáticas. Lo que falta es la visión y la infraestructura para reunir todos los diversos cambios y nuevos jugadores a través de este paisaje Ciencia 2.0 para que sea simple, escalable y sostenible, de modo que haga que la investigación sea mejor.
- Adam Bly, 2012

## Proliferación en la web
Hay numerosos ejemplos de sitios web que ofrecen oportunidades para la colaboración científica.
- Biblioteca Pública de la Ciencia. Este proyecto de acceso abierto sin fines de lucro (denominado PLoS), es destinado a la creación de una biblioteca de revistas de acceso abierto y demás literatura científica, en virtud de licencias de contenido abierto. En 2012, publicaba siete revistas revisadas por pares. El proyecto coloca los trabajos científicos disponibles de inmediato en línea sin cargos para el acceso o restricciones a la compartición, a condición de que los autores y las fuentes están debidamente citados con Licencias Creative Commons. Según un informe, la revista PLoS ha ganado "amplia aceptación" a pesar de que muchos investigadores en biomedicina todavía tienen la esperanza de ser publicados en revistas como Nature, Cell, y Science, según un informe. PLoS publicaba 600 artículos al mes en 2012.[3]

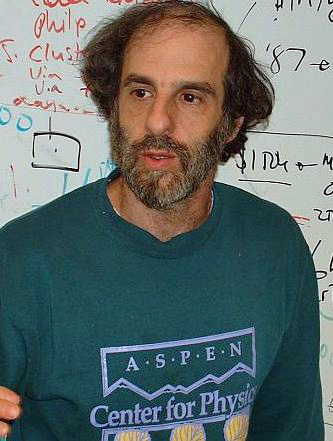
Paul Ginsparg ayudó a desarrollar la base de datos en línea arXiv que ahora es utilizada por la Universidad de Cornell.

- arXiv, es un archivo electrónico accesible en línea para la publicación de prepublicaciones de artículos científicos en los campos de las matemáticas, la física, la astronomía, ciencias de la computación, biología cuantitativa, estadística y finanzas cuantitativas.
- Galaxy Zoo es un proyecto en línea de astronomía en la que se invita a los miembros del público a ayudar en la clasificación morfológica de un gran número de galaxias. Se ha denominado como un proyecto de ciencia ciudadana. La información ha llevado a un aumento sustancial de artículos científicos.
- Un sitio web Ciencia 2.0 permite a los científicos compartir información. Ciencia 2.0 incluye temas desde las interacciones del neutrino, los rayos cósmicos, la evolución del ojo humano, la relación entre el sexo y la felicidad conyugal de las parejas de ancianos, la evolución humana, la pérdida de la audición, y otros temas.

- OpenWetWare es un sitio wiki iniciado por biólogos en el Instituto de Massachusetts de Tecnología para promover la investigación abierta, educación, y discusión en las ciencias biológicas e ingeniería.
- Algunos ejemplos de uso pionero de Ciencia 2.0 fueron popularizadas por Robert Dunn, incluyendo Artrópodos urbanos y bacterias de cuerpo humano.
- Ebird es una base de datos de observaciones sobre aves que proporcionan a científicos, investigadores y naturalistas aficionados datos en tiempo real sobre la distribución y abundancia de aves.